# 潜入捜査官 松下洸平
『潜入捜査官 松下洸平』（せんにゅうそうさかん まつしたこうへい）は、2023年9月5日より、動画配信サイト「TVer」にて配信中のWebドラマ。主演は松下洸平。
松下が実は大物俳優の疑惑解明のために15年前から芸能界に潜入していた警視庁の捜査官だったという設定で繰り広げられるサスペンスコメディー。芸能界を舞台に、リアルとフィクションが絶妙に混ざり合うストーリーとなっている。
TVer初のオリジナルドラマであり、在京民放5局が制作に協力している。潜入捜査官としての松下が出演するという設定で、各局の人気バラエティ番組が作中に登場する。

## キャスト

### 主要人物
松下洸平
演 - 松下洸平
佐藤浩市の裏の顔を暴くため、15年前から芸能界に潜入していた警視庁公安外事第一課の捜査官。
捜査のため、決して売れてはいけなかったが、想定外に売れてしまう。
- 松下は初主演となる自身が起用された理由を、「最も普通そうな俳優が選ばれたんだろう」と分析している。また、収録先の番組の視聴者は収録時点では本作品のことを知らないため、司会者を疑って睨むなどの演技はインターネットで話題になっており、番組の1つである『ラヴィット!』では収録を経た後日の通常出演時にその旨を明かしている。

### 周辺人物
馬場ふみか（ばば ふみか）
演 - 馬場ふみか
女優。映画「鋼の雨」で松下と共演する。松下に「もう一つの顔を知ってしまった」と告げる。
映画を降板しようとする松下を思いとどまらせようと彼のマンションを訪れるが、マフィアに誘拐されてしまう。
古田新太（ふるた あらた）
演 - 古田新太（第1話・第4話）
松下が所属する事務所「キューブ」の先輩。
芸能事務所の所属オーディションに落選続きの松下を、「若いのに嘘がうまい」という理由から、事務所に推薦してくれる。
佐藤浩市（さとう こういち）
演 - 佐藤浩市
大物俳優。世界的なメキシコ系マフィア「カルバンテ」の幹部だという疑惑を持つ。
30代のころ、役作りのためにマフィアに接触したことをきっかけに、マフィアに取り込まれてしまう。
映画「鋼の雨」に工場長役で自分に憧れる松下と共演し、このままではいけないと考えるようになり、マフィアから足を洗うことを決める。
しかし馬場が「S」と言ったことに松下が「どこの？」と普通は成り立たない会話をしたのをきっかけに、彼がもぐら（潜入捜査官）であることに気づく。

### 警視庁
国枝たかし（くにえだ たかし）
演 - 飯田基祐
副総監。売れない役者の面倒を見るのが好きな佐藤浩市に近づくため、警察での経歴がなく、家系的に芸事に精通していることから、警察学校に通う松下に芸能界での潜入捜査を命じる。
孫のキララが松下のファンで、孫のために松下にサインを求める。
小堺（こさかい）
演 - 吉増裕士
公安部参事官。ギリギリ芸能界に入れそう、かつ日の目を浴びることが決してなさそうなルックスという理由で松下に芸能界への潜入捜査を命じる。
一向に芸能事務所に所属できない松下に、古田との接触の機会を与える。

### その他
映画監督
演 - 長尾卓磨（第2話 - 最終話）
「鋼の雨」の監督。
プロデューサー
演 - 八代崇司（第2話・第4話・最終話）
「鋼の雨」のプロデューサー。
真地（まじ）
演 - 犬山イヌコ（第1話・第2話・第4話・最終話）
「キューブ」のマネージャー。
堀川梨心（ほりかわ りこ）
演 - 堀川梨心（第1話 - 第3話・最終話）
「キューブ」の新人女優。映画「鋼の雨」に出演する。

### ゲスト

#### 第1話
岡村隆史
演 - 岡村隆史（ナインティナイン）
『ぐるぐるナインティナイン』の出演者。人気企画「ダレダレ？コスプレショー」を進行し、撮影終了後に松下を焼肉に誘う。
矢部浩之
演 - 矢部浩之（ナインティナイン）
『ぐるぐるナインティナイン』の出演者。「ダレダレ？コスプレショー」の撮影終了後に松下を焼肉に誘う。
佐藤真知子
演 - 佐藤真知子（日本テレビアナウンサー）
『ぐるぐるナインティナイン』の出演者。
天海祐希
演 - 天海祐希（本人役）
刑事ドラマの主役として、エキストラの松下と共演する。
ヒロミ、宮川大輔、生見愛瑠、井口浩之、河本太
演 - ヒロミ、宮川大輔、生見愛瑠、井口浩之（ウエストランド）、河本太（ウエストランド）（以上、ノンクレジット）
『ぐるぐるナインティナイン』の出演者。
面接官
演 - 鳥谷宏之
松下が参加する芸能事務所に入るためのオーディションの面接官。松下を普通だと評価する。
面接官
演 - 矢幡晃一
松下が参加する芸能事務所に入るためのオーディションの面接官。ペインティングシンガーソングライターとは何か質問する。
ドラマのスタッフ
演 - 酒井貴浩
松下がエキストラで参加する天海祐希の刑事ドラマの制作スタッフ。
ドラマロケのスタッフ
演 - 加藤才紀子、松本紘史郎
佐藤浩市と共演したいという松下に、女性スタッフは佐藤と廊下ですれ違ったことがあるという。
植松
演 - 成松修（第2話）
マフィアのアジトにやって来た佐藤浩市に会釈する。
重大な取引前に映画撮影の仕事を入れた佐藤に意見したところ、ボスに射殺される。

#### 第2話
有田哲平
演 - 有田哲平（くりぃむしちゅー）
『全力!脱力タイムズ』の出演者。
小澤陽子
演 - 小澤陽子（フジテレビアナウンサー）
『全力!脱力タイムズ』の出演者。
ハリウッドザコシショウ、あんり、きりやはるか、田辺智加
演 - ハリウッドザコシショウ、あんり（ぼる塾）、きりやはるか（ぼる塾）、田辺智加（ぼる塾） （以上、ノンクレジット）
『全力!脱力タイムズ』の出演者。
ボス
演 - HD（第3話 - 最終話）
「カルバンテ」のボス。佐藤に意見した植松を射殺する。
マフィアから抜けたい佐藤の申し出に、次の取引が終われば組織を抜けることを認める。
名城
演 - 名城ラリータ
『全力!脱力タイムズ』のディレクター。収録後、有田との反省会に来てほしいと松下に声をかける。
ホールスタッフ
演 - マティーニアイゼア大河（第3話 - 最終話）
「鋼の雨」の撮影に向けた決起集会を兼ねた食事会が行われたレストランのスタッフ。

#### 第3話
山里亮太
演 - 山里亮太（南海キャンディーズ）
『あざとくて何が悪いの?』の出演者。松下から「立場の違う恋は成立しないですよね」と言われ困惑する。
田中みな実
演 - 田中みな実
『あざとくて何が悪いの?』の出演者。
松下に女性（馬場）から「もう一つの顔を知ってしまった」と言われたことを相談される。
弘中綾香
演 - 弘中綾香（テレビ朝日アナウンサー）
『あざとくて何が悪いの?』の出演者。
あの
演 - あの（ノンクレジット）
『あざとくて何が悪いの?』の出演者。
ササキ
演 - 和田聰宏（第4話・最終話）
カルバンテのメンバー。潜入捜査官と判明した松下を暗殺しようとするが、彼のマンションを訪ねてきた馬場ふみかを誘拐する。
マチダ
演 - 尚玄（第4話・最終話）
カルバンテのメンバー。30年前、マフィアの殺人を目撃した佐藤浩市に、ボスが「殺されるか仲間になるか」と問いかけるスペイン語を通訳する。

#### 第4話
田中直樹
演 - 田中直樹（ココリコ）
『緊急SOS!池の水ぜんぶ抜く大作戦』の出演者。ロケ終了後、松下から食事やお茶に誘われるが、あれこれ理由を付けて断ろうとする。
池谷実悠
演 - 池谷実悠（テレビ東京アナウンサー）
『緊急SOS!池の水ぜんぶ抜く大作戦』の出演者。
土屋アンナ、井上裕介
演 - 土屋アンナ、井上裕介 （以上、ノンクレジット）
『緊急SOS!池の水ぜんぶ抜く大作戦』の出演者。
マフィアの親戚
演 - セルゲイV
20年前、マフィアの役作りが必要だった佐藤浩市に「カルバンテ」を紹介する。

#### 第5話
川島明
演 - 川島明（麒麟）
『ラヴィット!』の出演者。実は国際ハッカー集団のドンで松下の潜入捜査の新たなターゲットとなる。
田村真子
演 - 田村真子（TBSテレビアナウンサー）
『ラヴィット!』の出演者。
馬場裕之、本並健治、丸山桂里奈、おいでやす小田、あんり、きりやはるか、田辺智加
演 - 馬場裕之（ロバート）、本並健治、丸山桂里奈、おいでやす小田、あんり（ぼる塾）、きりやはるか（ぼる塾）、田辺智加（ぼる塾） （以上、ノンクレジット）
『ラヴィット!』の出演者。

### スタッフ
- 企画・プロデュース - 小原一隆[12]
- 脚本 - 峰尾賢人、我人祥太[12]
- 主題歌 - AIESH「ニセモノ」（エピックレコードジャパン）[13]
- 警察監修 - 古谷謙一[14]
- 監督 - 湯浅弘章[12]
- プロデューサー - 唯野友歩（AOI Pro.）[12]
- 制作協力 - 日本テレビ、テレビ朝日、TBSテレビ、テレビ東京、フジテレビ[12]
- 制作 - AOI Pro.[12]
- 製作著作 - TVer[12]

## 配信日程
| 話数   | 配信開始日 | サブタイトル           | 登場番組                       |
| ------ | ---------- | ---------------------- | ------------------------------ |
| 第1話  | 9月05日    | 売れてはいけない俳優   | ぐるぐるナインティナイン       |
| 第2話  | 9月08日    | 駆けつけたい夜         | 全力!脱力タイムズ              |
| 第3話  | 9月12日    | 意味深な女優の一言     | あざとくて何が悪いの?          |
| 第4話  | 9月15日    | 本当の自分が分からない | 緊急SOS!池の水ぜんぶ抜く大作戦 |
| 最終話 | 9月19日    | そして、伝説へ         | ラヴィット!                    |